# Tadjoura
Tadjoura (arabiska: تاجورة, Tājūrah, somaliska: Tajuura, afar: Tagórri) är en stad vid Tadjouraviken i Djibouti. Staden hade 14 820 invånare (2009). Den är huvudstad i regionen Tadjoura.
Staden var tidigare ett sultanat, under 1800-talet en viktig hamnstad och handelsplats för bland annat slavar och elfenben. Efter att Frankrike tog kontroll över Djibouti (Franska Somaliland) förbjöds slavhandeln 1889 och efter att järnvägen invigdes minskade Tadjouras betydelse.
Hamnen renoverades och återinvigdes 2000.